# Брюсов календарь

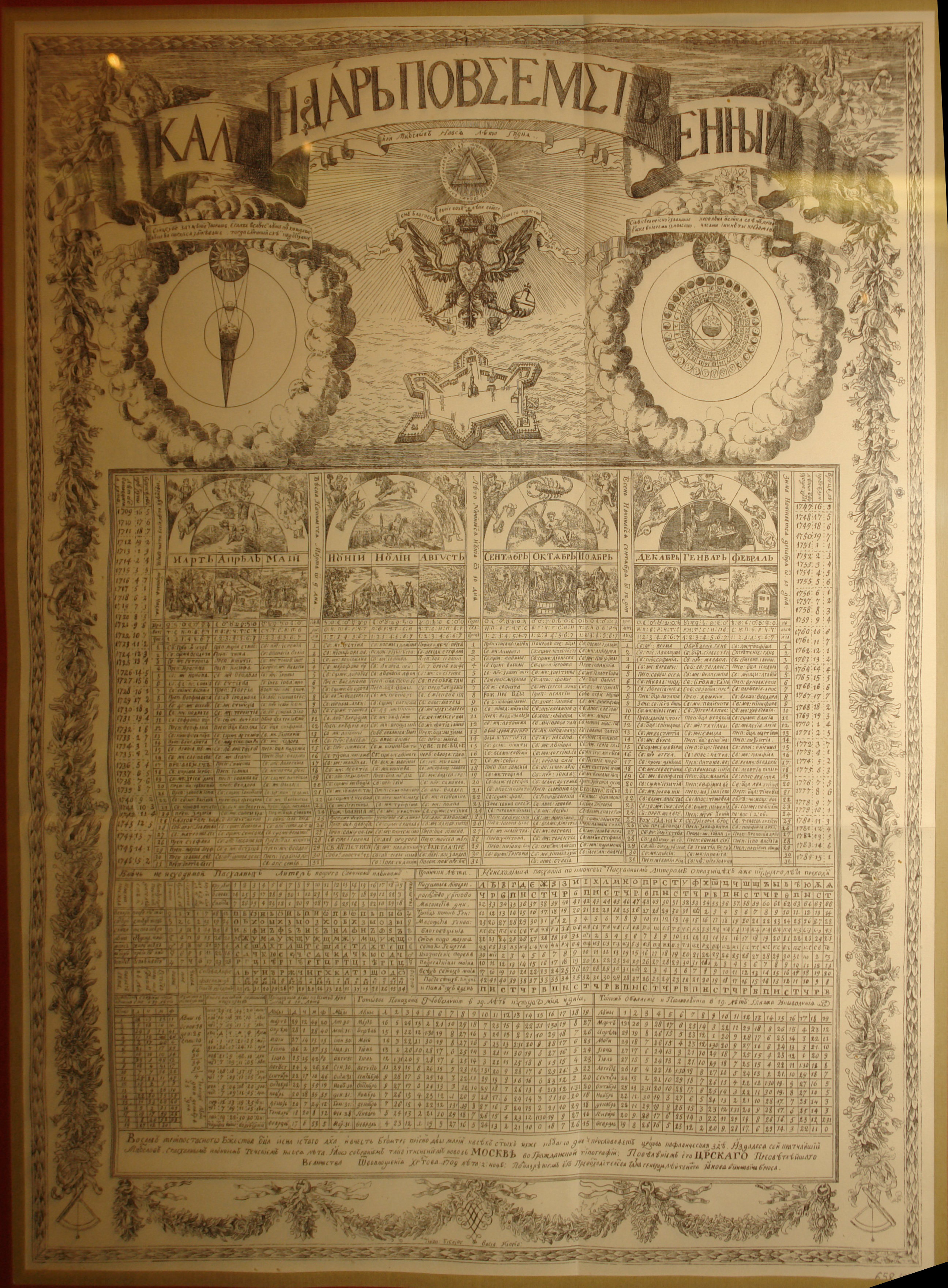
Брюсов календарь — гравюра на меди. 1720.

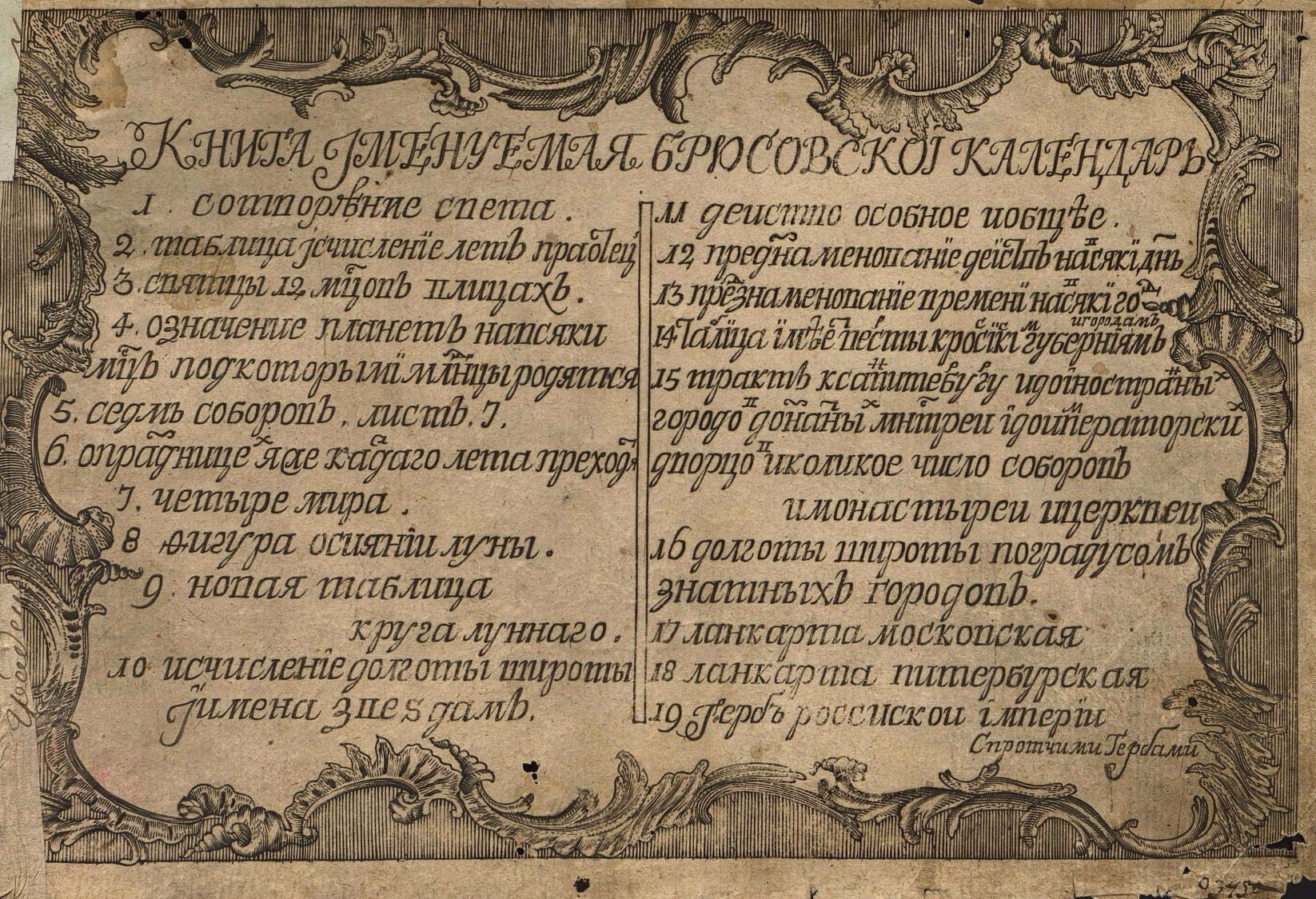
Титульный лист «Книги, именуемой Брюсовский календарь». 1747—1760.

Календарь назван так по имени Якова Брюса — известного российского деятеля науки и военачальника, сподвижника Петра I. Полное название первого издания — «Календарь или месяцеслов христианский. По старому стилю или исчислению на лето от воплощения Бога Слова 1710. От миробытия 7217. Напечатан в Москве, лета Господня 1709. Декабря в день».
Календарь около 200 лет был настольным справочником российских земледельцев. Также содержал астрологические «предознаменования действ на каждый день по течению Луны и Земли».
Хотя авторство Календаря приписывается Брюсу, настоящим его составителем является библиотекарь и книгоиздатель Василий Киприянов, о чём гласит заглавие на первом листе:

Ново сия таблица издана, в ней же предложено вступление Солнца в 12 зодий приближно, такожде восхождения и захождения Солнца, яко на оризонт сей, тако и со оризонта; ещё же величество дней и нощей в царствующем граде Москве, яже имеет широту 55 градусов 45 минут; вычтена и тиснению предана обще, яко на едино лето, тако и на прочие годы непременно, повелением его царского величества, во гражданской типографии, под надзрением его превосходительства, господина генерала лейтенанта Якова Вилимовича Брюса, тщанием библиотекаря Василия Киприянова: мая 2-го, 1709 г.

Источниками Календаря стали древнерусские устные предания, отречённая (то есть подлежащая строгой церковной цензуре) литература и западноевропейские книги по астрологии.
Первое издание «Брюсова календаря» было отгравировано на медных пластинах в 1709 году и отпечатано на шести листах большого формата в гражданской Московской типографии и считается исключительной антикварной ценностью. В России находятся всего три полных экземпляра в крупнейших государственных хранилищах — Государственном Эрмитаже (Санкт-Петербург), Музее изобразительных искусств им. А. С. Пушкина (Москва) и Библиотеке Российской Академии наук (Санкт-Петербург); отдельные листы «Брюсова календаря» хранятся в Государственной Публичной Исторической Библиотеке.
Впоследствии Календарь неоднократно переиздавался, причём поздние его издания существенно отличались от первого.

## Содержание Календаря
В 1747 году, через двенадцать лет после смерти Брюса, был издан новый календарь, на основе первого, под названием «Книга, именуемая Брюсовский календарь». Календарь разделён на две части — справочную и предсказательную.

### Справочная часть
Разделы справочной части:
1. Сотворение света
2. Таблица исчисления лет праотцов от потопа до Иакова
3. Святцы 12 месяцев в лицах
4. Неисходимая пасхалия (вечный календарь Пасхи)
5. Графическое представление древней системы вселенной
6. Лунный календарь (фазы и продолжительность пребывания Луны над горизонтом — «фигура осияния Луны»)
7. Эклиптические координаты звёзд
8. Погода в зависимости от прохождения Луной знаков зодиака
9. Характеристики текущих лет по планете года
10. Таблица расстояний от Российских городов до Москвы
11. Перечень станций на почтовых трактах, включая дорогу в Китай, и расстояний от них до Петербурга, а также расстояния до столиц Европейских государств
12. Географические координаты городов Российских и иностранных
13. Карты Московской (с планом Москвы) и Петербургской губерний
14. Гербы Российской империи

В основу расчёта положений Солнца и пяти планет был положен 28-летний цикл.
Лунный календарь построен на основе 19-летнего Метонова цикла.

### Предсказательная часть
Предсказательная часть — «астрономический, экономический и политический Брюсов двухсотлетний календарь» — менялась от издания к изданию, прожитые периоды опускались, а прогноз продолжался в будущее. Прогнозы включали данные о погоде, предсказания для родившихся в год правящей циклом планеты, «общие» и «частные» предсказания, касающиеся войн, перемен царствований, состояния экономики.